# Palais am Funkturm
Das Palais am Funkturm ist eine samt Inneneinrichtung denkmalgeschützte Veranstaltungshalle der Messe Berlin direkt auf dem Messegelände am Funkturm, gegenüber dem Haus des Rundfunks an der Masurenallee. Davor befinden sich ein großer Parkplatz sowie Taxistände. Ursprünglich als Ballhaus erbaut, dient es heute als funktionale Veranstaltungsstätte und wird häufig für Preisverleihungen genutzt, wie beispielsweise für den Deutschen Filmpreis. Das Gebäude besteht insgesamt aus zwei Geschossen.

## Geschichte
Das Palais am Funkturm wurde in den Jahren 1956/1957 nach den Plänen von Bruno Grimmek zusammen mit Werner Düttmann und Werner Klenke als eine der modernsten Veranstaltungsstätten Deutschlands erbaut. Grimmek baute das Palais rückwärtig an die aus dem Jahr 1936 stammende sogenannte „Ehrenhalle“ (Halle 19) von Richard Ermisch. Aufgrund der Zerstörung zahlreicher Berliner Messehallen aus den 1920er Jahren im Zweiten Weltkrieg begann man 1950 mit dem Wiederaufbau funktionaler Hallen. Bereits vor dem Krieg hatte man eine Hauptgaststätte geplant und hierfür 1939 die Fundamente ausgeführt. Die Realisierung entstand im Rahmen der Interbau. In den West-Berliner 1960er und 1970er Jahren veranstaltete man im Palais regelmäßig Bälle – bis zu 120 im Jahr.

## Gebäude
Das zweigeschossige Gebäude entstand in einer kombinierten Stahlskelett- und Stahlbetonbauweise. Das Ranggeschoss ist mit Zugstangen an den genieteten Stahl-Dachbindern aufgehängt und scheint dadurch zu schweben. Die Wandflächen der Südseite sind überwiegend mit Metall gefassten Fenstern im Stil der 1950er Jahre verglast, die geschlossenen Wandteile waren mit farbigem Glasmosaik ausgeführt in Grau, Blau, Hellrot und Gelb. Das Gebäude wirkt gewichtslos und transparent und versucht an das Bauen der 1920er Jahre anzuknüpfen. Das Palais ähnelt dem 1950 ebenfalls von Grimmek und Düttmann errichteten George-C.-Marshall-Haus.
Beim Bau wurde großer Wert auf die Funktionalität des Gebäudes gelegt. Der große Saal ist mit zwei ausladenden Treppen ausgestattet, wovon eine versenkbar ist, Faltwände ermöglichen eine Unterteilung in kleinere Räume und der Kronleuchter ist höhenverstellbar. Beeindruckend sind die beiden Deckenöffnungen, ein Kreis mit 17 m Durchmesser und eine von der Südglaswand 17 m in den Raum hinein reichende Parabel, die einen ungehinderten Blick von Geschoss zu Geschoss ermöglichen. Von der mit Blattgold verzierten Decke herab hängen Pilz- und Tropfenlampen. Das Palais bietet Platz für bis zu 2400 Gäste. Die Hallen 18 und 20 schließen direkt an das Palais an. Im Außenbereich befindet sich eine Terrasse mit einem asymmetrischen Wasserbecken mit Fontänen.

Galerie
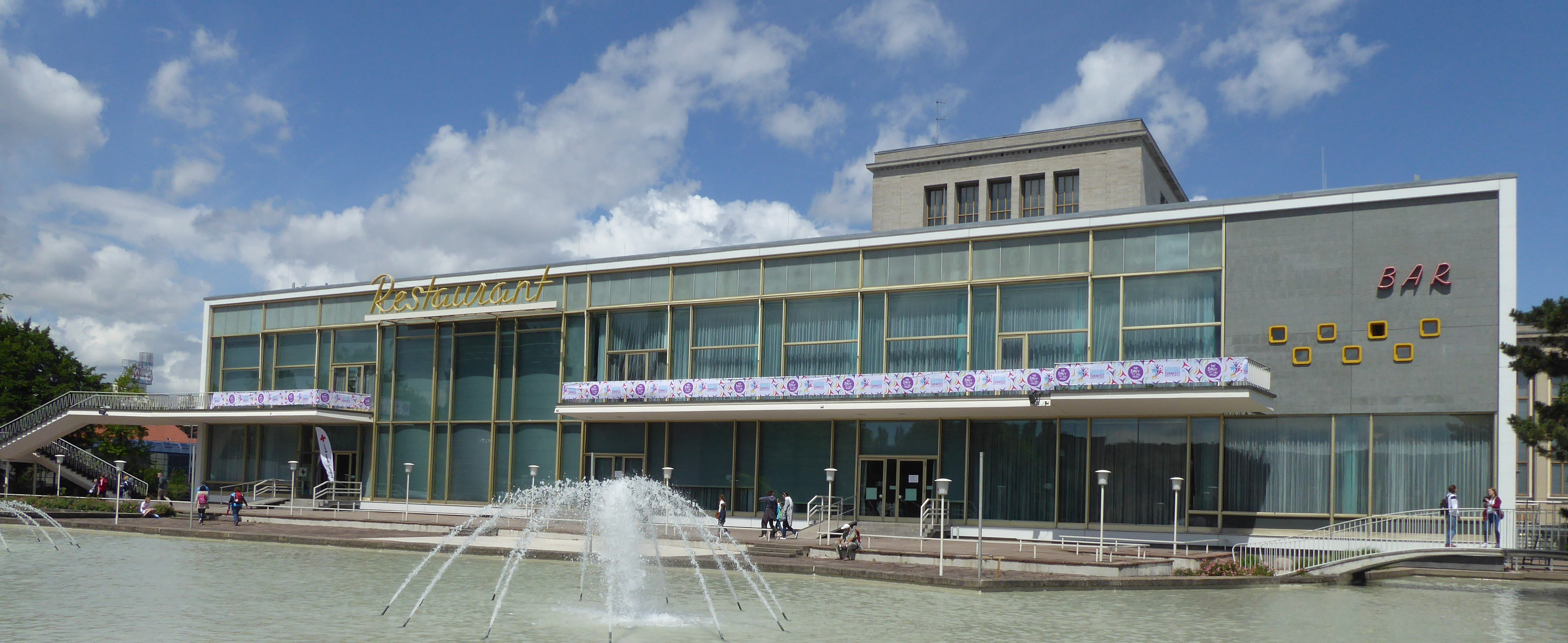
Palais
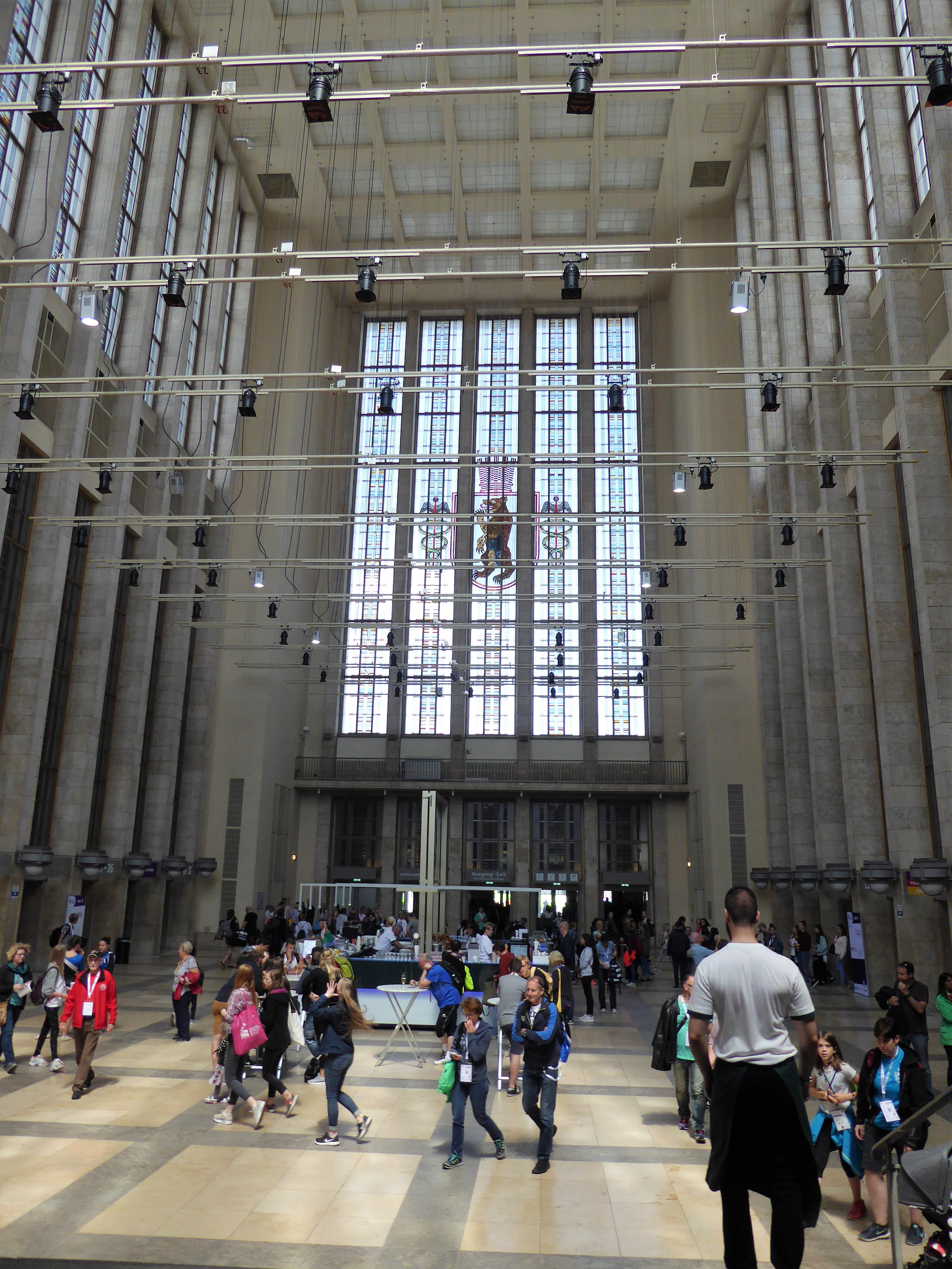
Eingangsbereich der Ehrenhalle
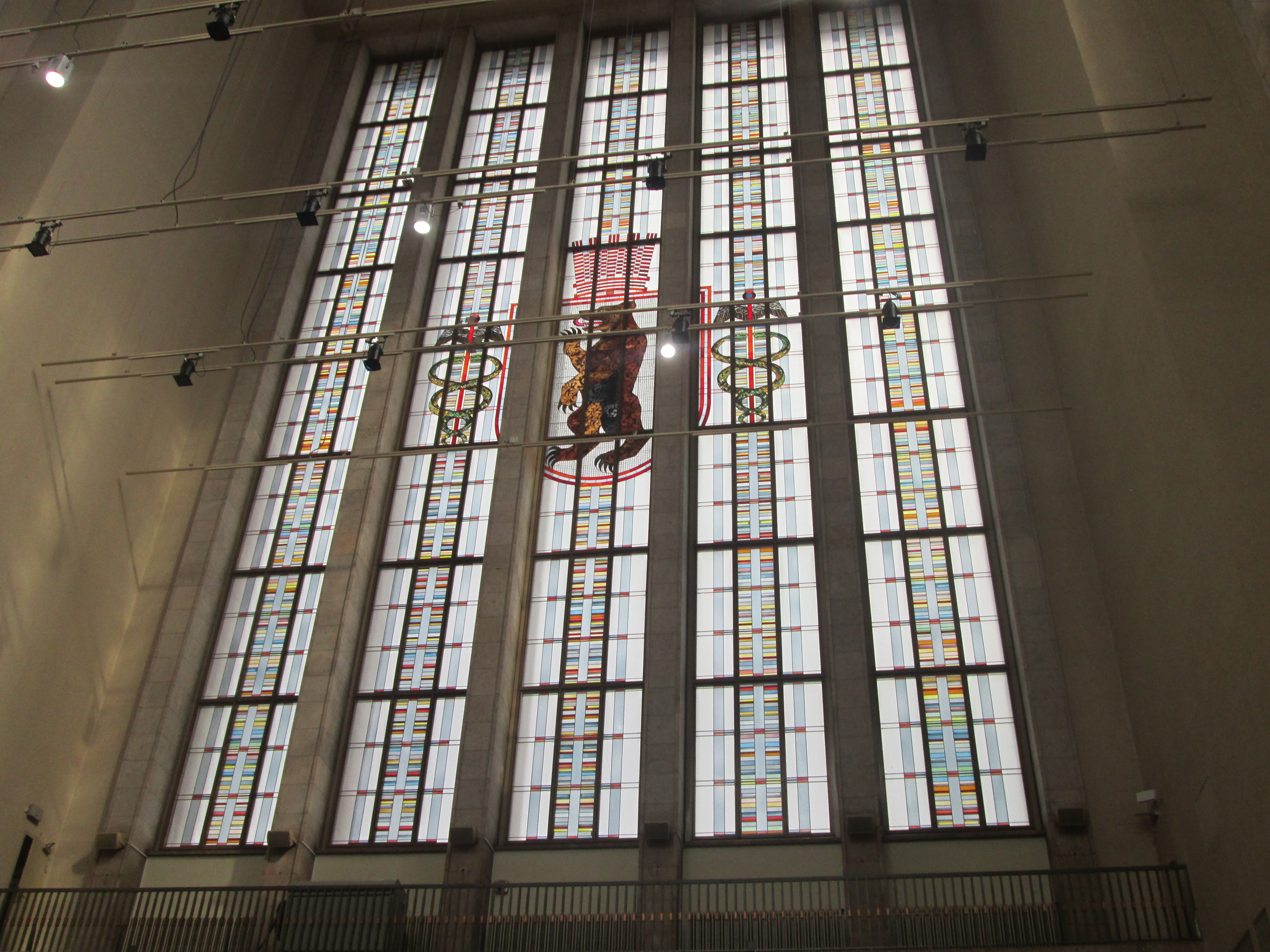
Wappenfenster in der Ehrenhalle
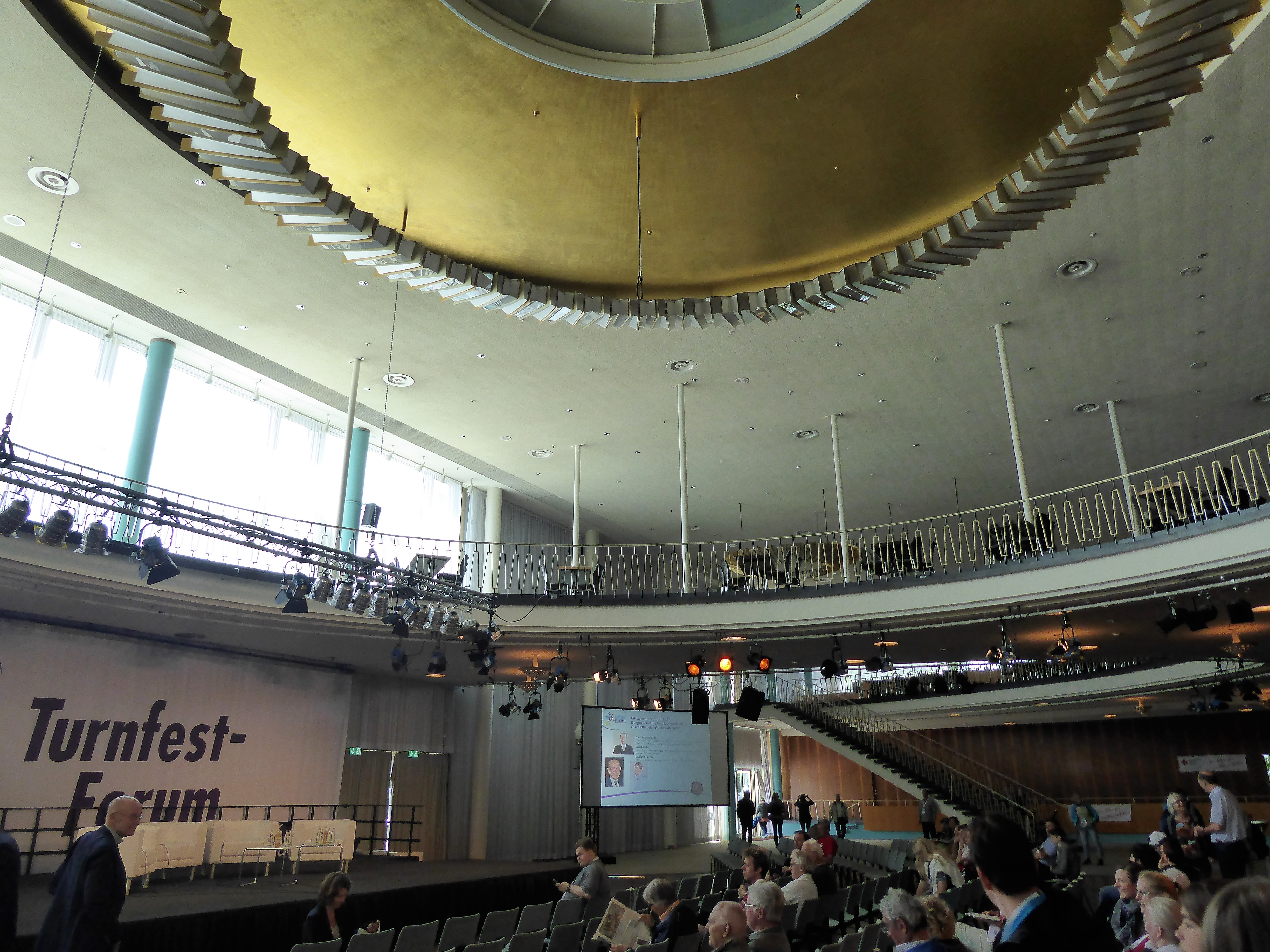
Veranstaltungsbereich